# Tieffenbach
Ne doit pas être confondu avec Tiefenbach ou Dieffenbach.
Tieffenbach est une commune française située dans la circonscription administrative du Bas-Rhin et, depuis le 1er janvier 2021, dans le territoire de la Collectivité européenne d'Alsace, en région Grand Est.
Cette commune se trouve dans la région historique et culturelle d'Alsace et fait partie du parc naturel régional des Vosges du Nord.

## Géographie

### Localisation
La commune est à 1,5 km de Struth, 2 km de Hansmannshof, 2,6 km de Frohmuhl et 4,6 km de Adamswiller.

### Écarts et lieux-dits
- Bohnenmuehle sur la route D 919 vers Diemeringen.

### Communes limitrophes
| Waldhambach          | Weislingen  |          |
| Adamswiller          | Tieffenbach | Frohmuhl |
| Asswiller et Durstel |             | Struth   |

### Sismicité
Commune située dans une zone 2 de sismicité faible.

### Géologie et relief
La commune se compose de 35,12 hectares de territoires artificialisés (6,94 %), 133,73 hectares de territoires agricoles (26,43 %) et 337,63 hectares de forêts et milieux semi-naturels (66,73 %).
Espaces naturels :
- Trois espaces protégés hors Natura 2000 Vosges du Nord :

Réserve de Biosphère, zone tampon,
Réserve de Biosphère, zone de transition,
Parc naturel régional.
- Deux zones naturelles d'intérêt écologique, faunistique et floristique (Znieff) :

Paysage agricole et forestier diversifié d'Alsace Bossue,
Boisements de reproduction du Milan Royal en Alsace Bossue.
La forêt d'épicéas et de feuillus appelée Muehlwald dans la vallée supérieure de l'Eichel.

### Hydrographie et les eaux souterraines
Hydrogéologie et climatologie
Système d’information pour la gestion des eaux souterraines du bassin Rhin-Meuse]
Territoire communal : Occupation du sol (Corinne Land Cover); Cours d'eau (BD Carthage),
Géologie : Carte géologique; Coupes géologiques et techniques,
Hydrogéologie : Masses d'eau souterraine; BD Lisa; Cartes piézométriques.
La commune est dans le bassin versant du Rhin au sein du bassin Rhin-Meuse. Elle est drainée par le ruisseau l'Eichel, le ruisseau Dit Ottwillergraben et le ruisseau le Vierackergraben,,.
L'Eichel, d'une longueur totale de 32,4 km, prend sa source dans la commune de Petersbach et se jette  dans la Sarre à Herbitzheim, après avoir traversé 16 communes. 

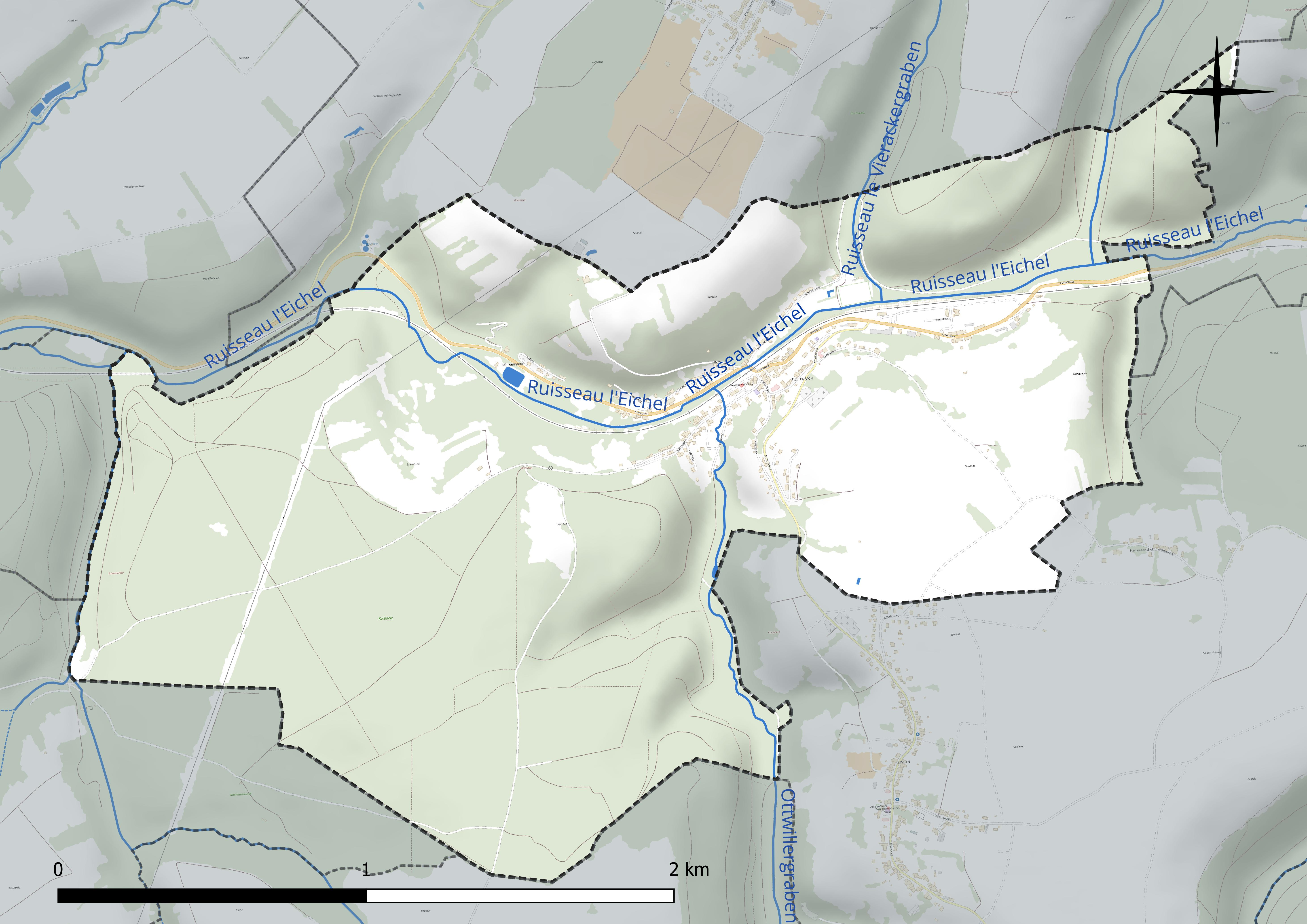
Réseau hydrographique de Tieffenbach.

### Climat
Pour des articles plus généraux, voir Climat du Grand Est et Climat du Bas-Rhin.
En 2010, le climat de la commune est de type climat des marges montargnardes, selon une étude du Centre national de la recherche scientifique s'appuyant sur une série de données couvrant la période 1971-2000. En 2020, Météo-France publie une typologie des climats de la France métropolitaine dans laquelle la commune est exposée à un climat semi-continental et est dans la région climatique  Vosges, caractérisée par une pluviométrie très élevée (1 500 à 2 000 mm/an) en toutes saisons et un hiver rude (moins de 1 °C). 
Pour la période 1971-2000, la température annuelle moyenne est de 10 °C, avec une amplitude thermique annuelle de 17 °C. Le cumul annuel moyen de précipitations est de 891 mm, avec 12,8 jours de précipitations en janvier et 10,1 jours en juillet. Pour la période 1991-2020, la température moyenne annuelle observée sur la station météorologique de Météo-France la plus proche, « Berg », sur la commune de Berg à 7 km à vol d'oiseau, est de 10,4 °C et le cumul annuel moyen de précipitations est de 801,8 mm. 
La température maximale relevée sur cette station est de 37,4 °C, atteinte le 25 juillet 2019 ; la température minimale est de −16,8 °C, atteinte le 7 février 2012,,. 
Les paramètres climatiques de la commune ont été estimés pour le milieu du siècle (2041-2070) selon différents scénarios d'émission de gaz à effet de serre à partir des nouvelles projections climatiques de référence DRIAS-2020. Ils sont consultables sur un site dédié publié par Météo-France en novembre 2022.

### Voies de communications et transports

#### Voies routières
- Autoroute A4 : Échangeurs Sarre-Union, Phalsbourg, Saverne.

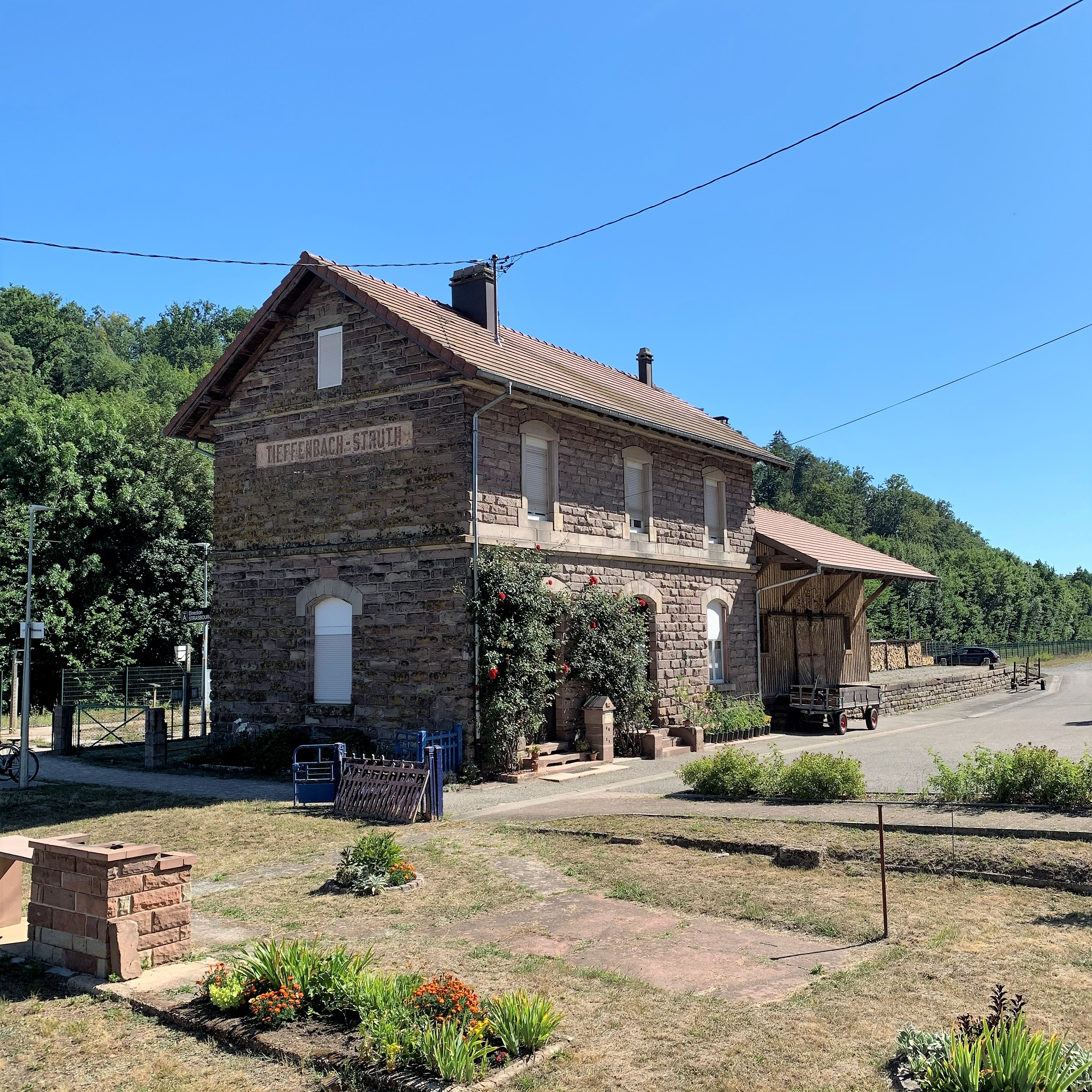
La gare de Tieffenbach - Struth

#### Transports en commun
- Fluo Grand Est.
- Transports en Alsace.

#### Lignes SNCF
- Gare de Tieffenbach - Struth
- Gare de Diemeringen
- Gare de Wingen-sur-Moder
- Gare de Voellerdingen
- Gare de Sarre-Union

## Urbanisme

### Typologie
Au 1er janvier 2024, Tieffenbach est catégorisée commune rurale à habitat dispersé, selon la nouvelle grille communale de densité à sept niveaux définie par l'Insee en 2022.
Elle est située hors unité urbaine et hors attraction des villes,.

### Occupation des sols
L'occupation des sols de la commune, telle qu'elle ressort de la base de données européenne d’occupation biophysique des sols Corine Land Cover (CLC), est marquée par l'importance des forêts et milieux semi-naturels (66,8 % en 2018), en diminution par rapport à 1990 (69,3 %). La répartition détaillée en 2018 est la suivante : forêts (66,8 %), prairies (20 %), zones urbanisées (6,9 %), terres arables (3,5 %), zones agricoles hétérogènes (2,7 %). L'évolution de l’occupation des sols de la commune et de ses infrastructures peut être observée sur les différentes représentations cartographiques du territoire : la carte de Cassini (XVIIIe siècle), la carte d'état-major (1820-1866) et les cartes ou photos aériennes de l'IGN pour la période actuelle (1950 à aujourd'hui).

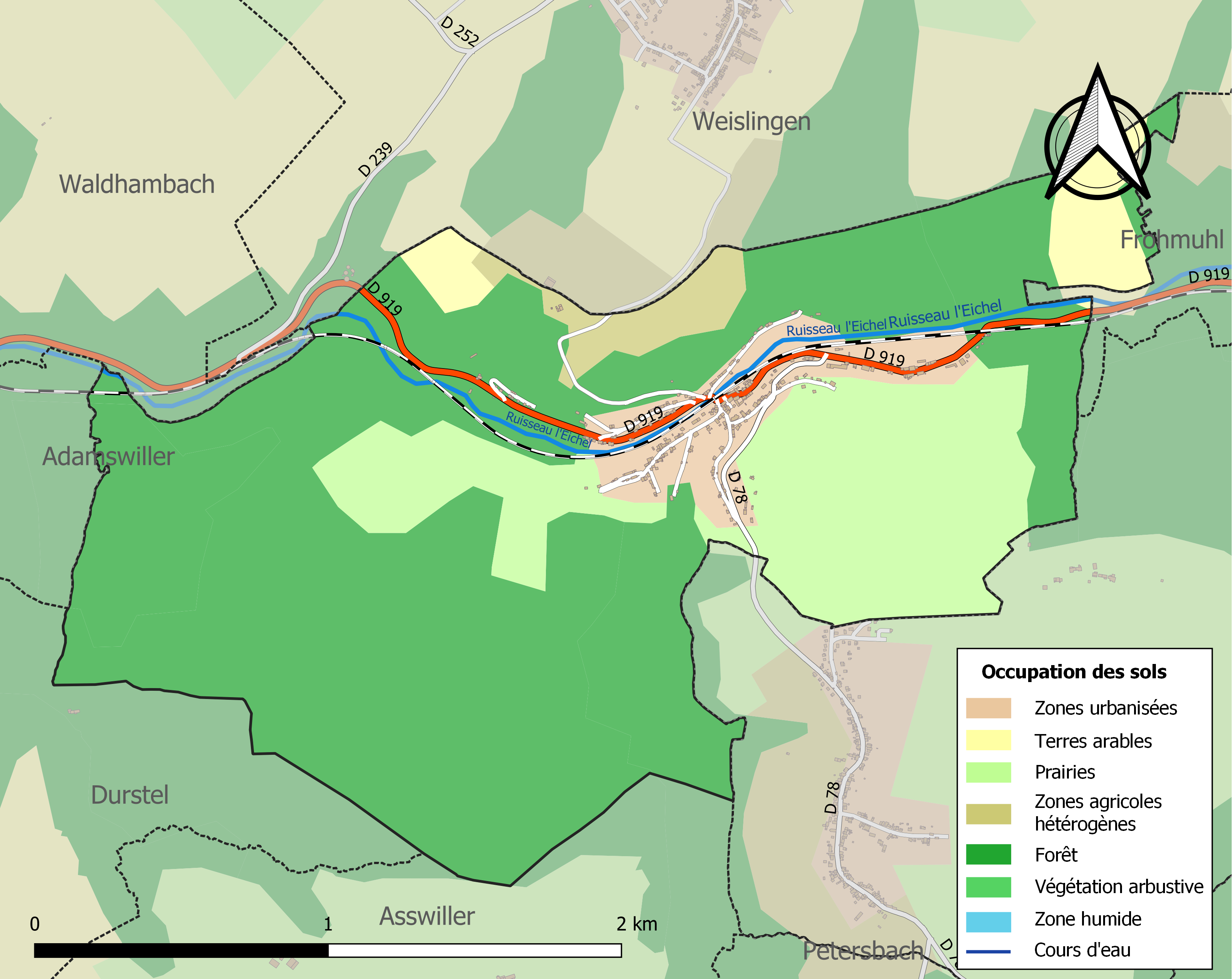
Carte des infrastructures et de l'occupation des sols de la commune en 2018 (CLC).

### Intercommunalité
Commune membre de la Communauté de communes de Hanau-La Petite Pierre.

## Toponymie
- Du germanique tief « profond » + bach « ruisseau ».

Tiefebach et Diefebàch en francique rhénan.La devise empirique des villageois étant « ich bin nít von Dumbach, ich bin von Diefebàch ».

## Histoire
En 718, le noble Chrodoin fait établir son testament en faveur de l'abbaye de Wissembourg. Il y lègue entre autres possessions ce qui lui appartenait à Tieffenbach, village qu'il avait fait reconstruire de ses propres moyens.
Le premier acte officiel mentionnant un moulin date de 1569.
La Forge de Tieffenbach entre  1734 et 1771.

### Héraldique
| Blason de Tieffenbach | Blason  | Parti : au premier coupé au I de gueules au chevron d'argent et au II d'or, au second d'argent chapé ondé d'azur,. |
| Blason de Tieffenbach | Détails | |

## Politique et administration
| Période                                  | Période                   | Identité                                        | Étiquette | Qualité        |
| ---------------------------------------- | ------------------------- | ----------------------------------------------- | --------- | -------------- |
| Les données manquantes sont à compléter. |                           |                                                 |           |                |
| 1967                                     | 1989                      | Raymond Osswald                                 |           |                |
| mars 1989                                | En cours (au 31 mai 2020) | Roland Letscher, Réélu pour le mandat 2020-2026 | SE        | Ancien cadre , |

### Budget et fiscalité 2023
En 2023, le budget de la commune était constitué ainsi :
- total des produits de fonctionnement : 191 000 €, soit 761 € par habitant ;
- total des charges de fonctionnement : 143 000 €, soit 569 € par habitant ;
- total des ressources d'investissement : 6 000 €, soit 26 € par habitant ;
- total des emplois d'investissement : 22 000 €, soit 87 € par habitant ;
- endettement : 1 000 €, soit 2 € par habitant.

Avec les taux de fiscalité suivants :
- taxe d'habitation : 14,35 % ;
- taxe foncière sur les propriétés bâties : 27,48 % ;
- taxe foncière sur les propriétés non bâties : 90,65 % ;
- taxe additionnelle à la taxe foncière sur les propriétés non bâties : 0,00 % ;
- cotisation foncière des entreprises : 0,00 %.

Chiffres clés Revenus et pauvreté des ménages en 2021 : médiane en 2021 du revenu disponible, par unité de consommation : 21 080 €.

## Population et société

### Démographie

#### Évolution démographique
L'évolution du nombre d'habitants est connue à travers les recensements de la population effectués dans la commune depuis 1793. Pour les communes de moins de 10 000 habitants, une enquête de recensement portant sur toute la population est réalisée tous les cinq ans, les populations de référence des années intermédiaires étant quant à elles estimées par interpolation ou extrapolation. Pour la commune, le premier recensement exhaustif entrant dans le cadre du nouveau dispositif a été réalisé en 2007.

En 2022, la commune comptait 245 habitants, en évolution de −8,24 % par rapport à 2016 (Bas-Rhin : +3,17 %, France hors Mayotte : +2,11 %).
| 1793 | 1800 | 1806 | 1821 | 1831 | 1836 | 1841 | 1846 | 1851 |
| ---- | ---- | ---- | ---- | ---- | ---- | ---- | ---- | ---- |
| 158  | 299  | 351  | 474  | 533  | 502  | 429  | 464  | 425  |

| 1856 | 1861 | 1866 | 1871 | 1875 | 1880 | 1885 | 1890 | 1895 |
| ---- | ---- | ---- | ---- | ---- | ---- | ---- | ---- | ---- |
| 441  | 460  | 423  | 441  | 460  | 447  | 394  | 413  | 419  |

| 1900 | 1905 | 1910 | 1921 | 1926 | 1931 | 1936 | 1946 | 1954 |
| ---- | ---- | ---- | ---- | ---- | ---- | ---- | ---- | ---- |
| 460  | 548  | 523  | 518  | 463  | 459  | 463  | 498  | 445  |

| 1962 | 1968 | 1975 | 1982 | 1990 | 1999 | 2006 | 2007 | 2012 |
| ---- | ---- | ---- | ---- | ---- | ---- | ---- | ---- | ---- |
| 469  | 461  | 435  | 378  | 334  | 335  | 291  | 285  | 282  |

| 2017 | 2022 | - | - | - | - | - | - | - |
| ---- | ---- | - | - | - | - | - | - | - |
| 261  | 245  | - | - | - | - | - | - | - |

## Économie

### Entreprises et commerces

#### Agriculture
- Élevage d'autres animaux.

#### Tourisme
- Hébergements et restauration à Hinsvbourg, Petersbach, Lohr, La Petite-Pierre.

#### Commerces
- Commerces et services de proximité[41].

## Lieux et monuments

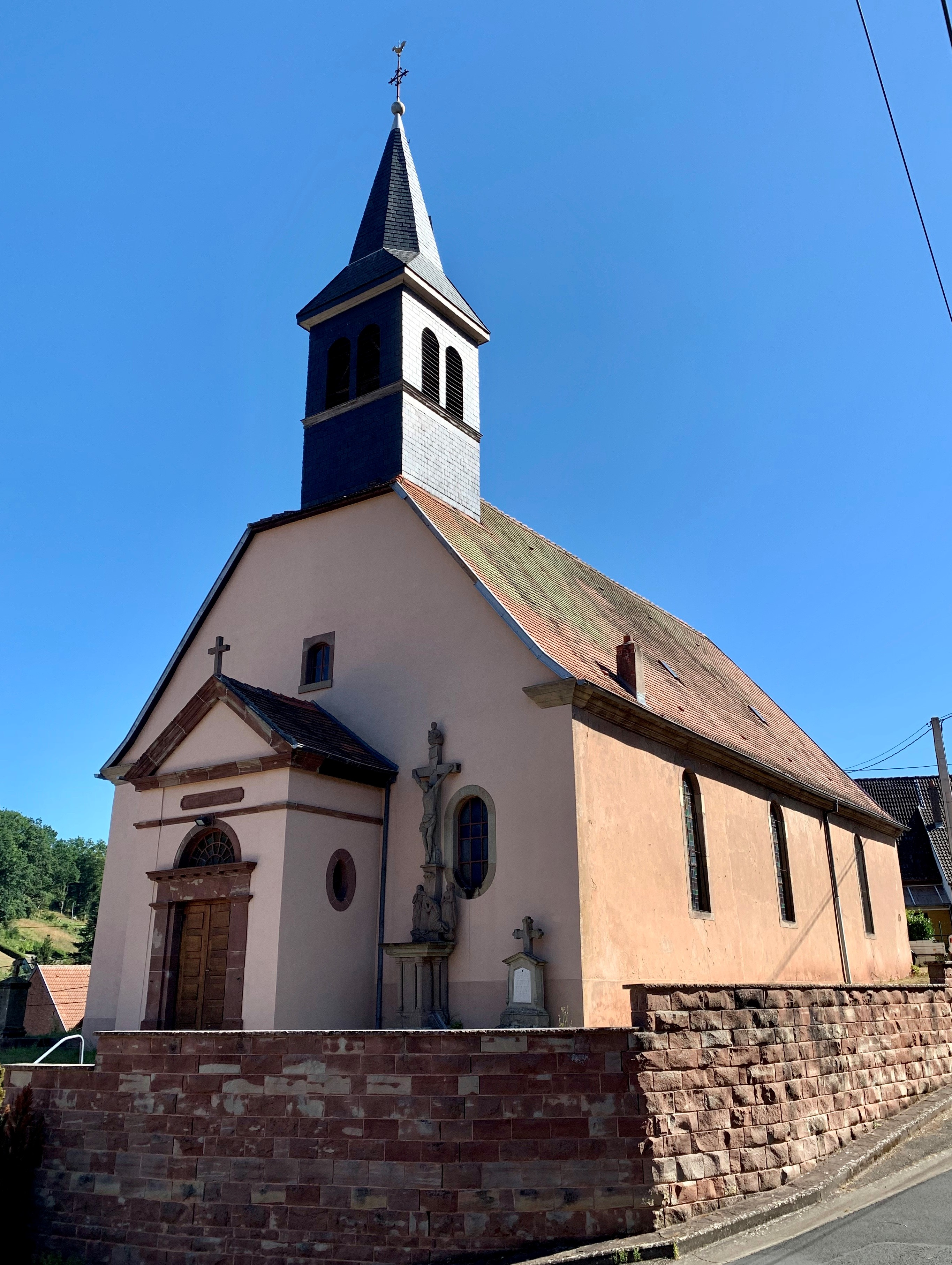
Église Saint-Barthélemy.
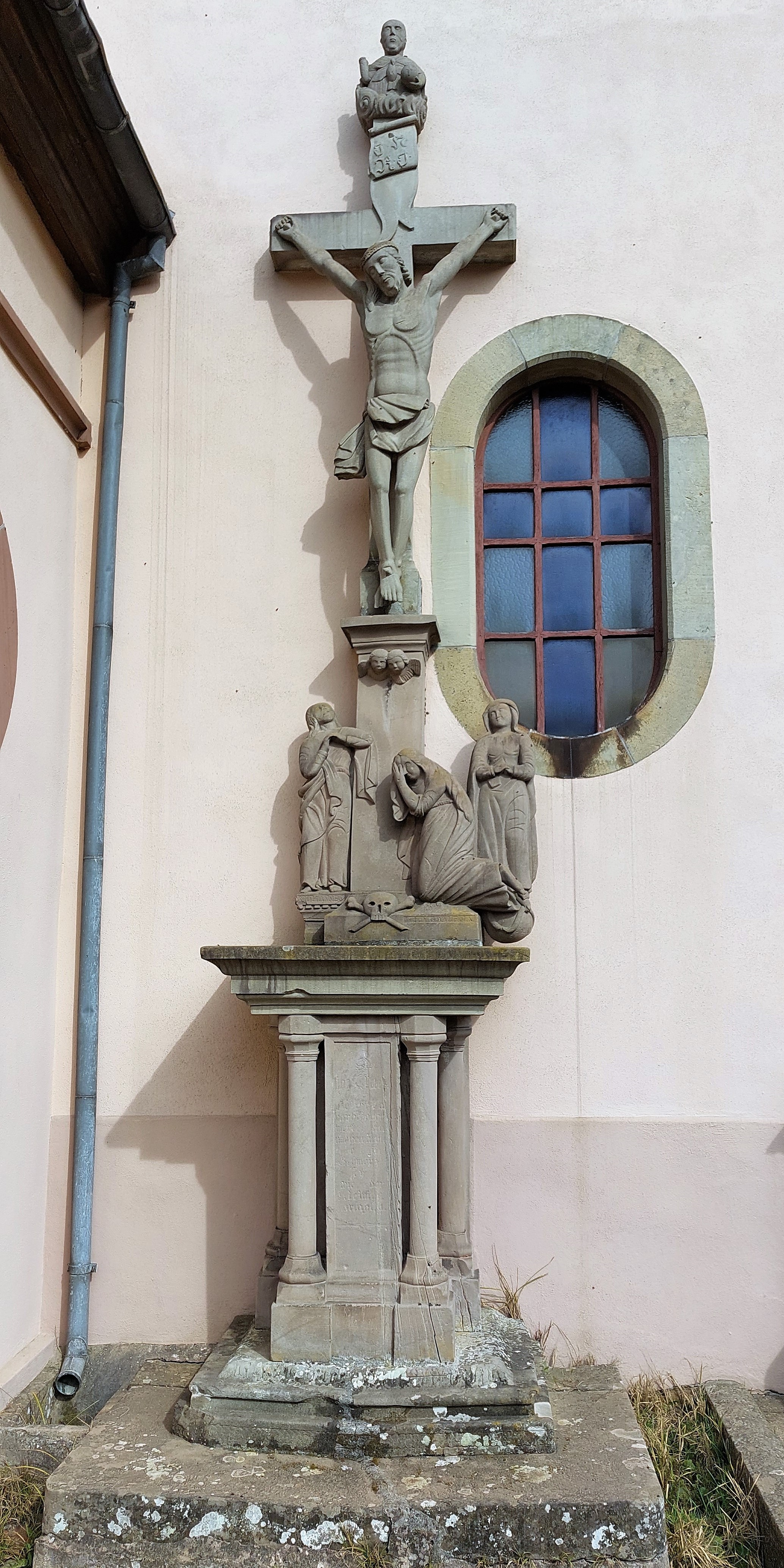
Calvaire église St Barthélemy.
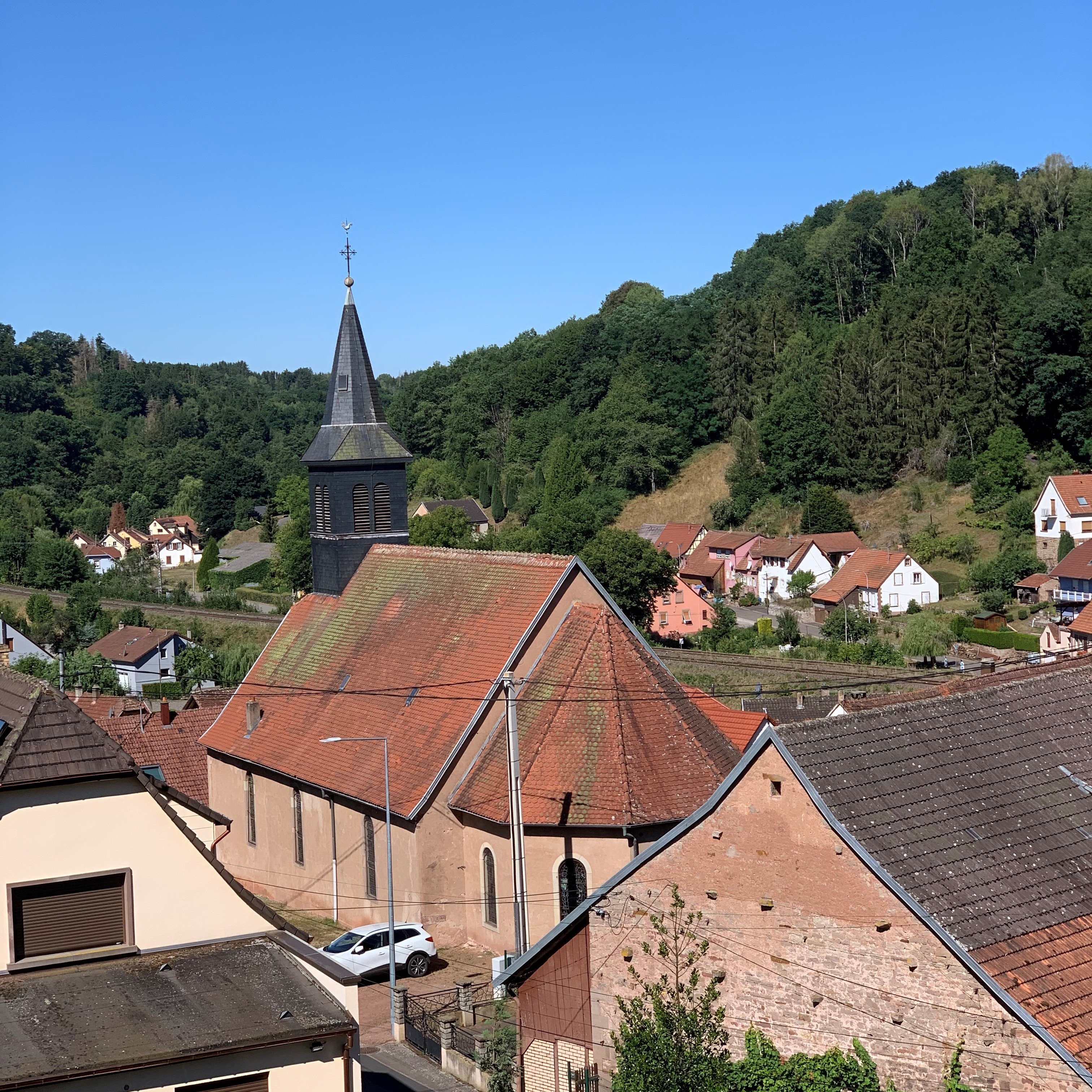
Église Saint-Barthélemy et village.
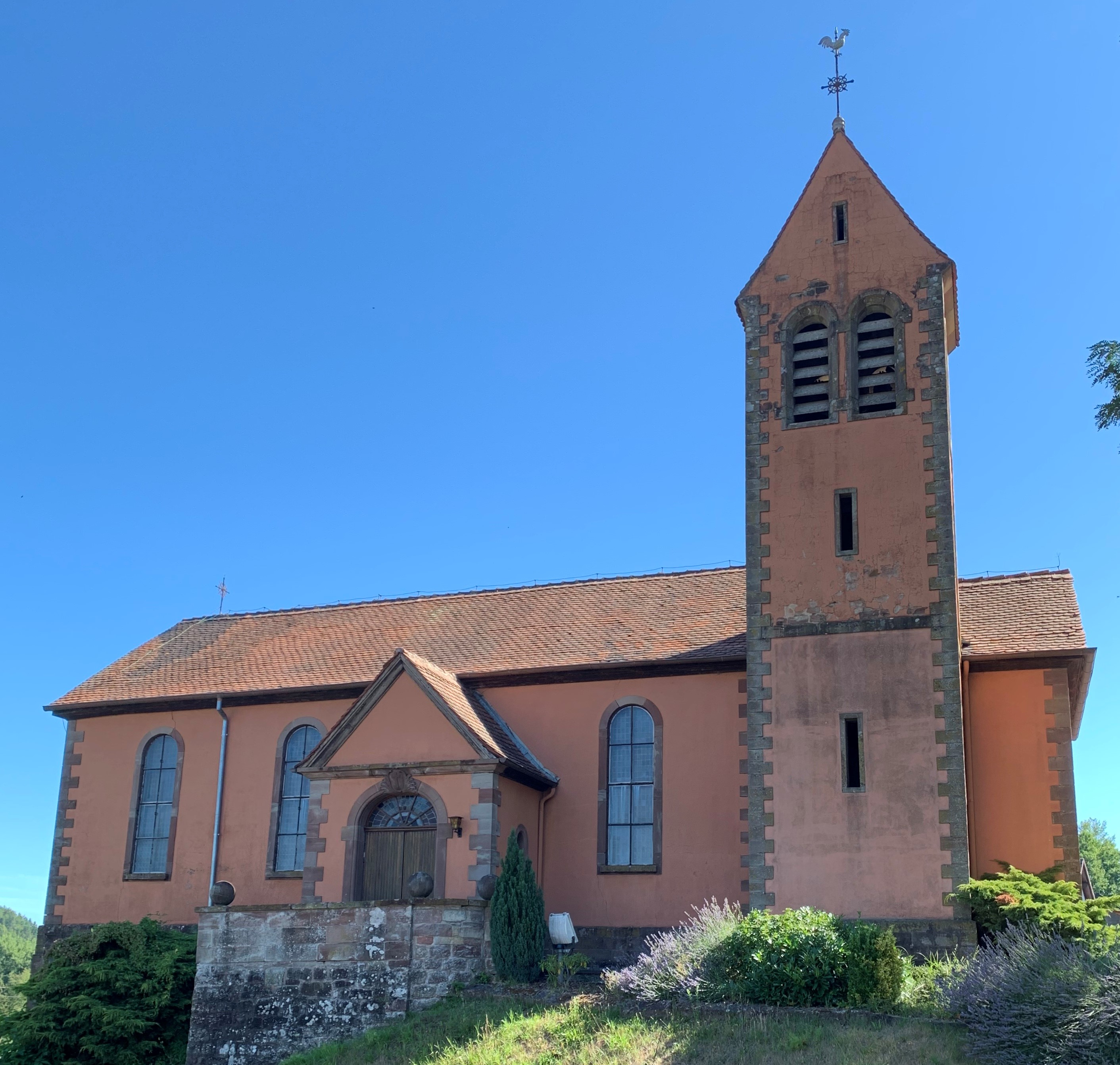
Église protestante.
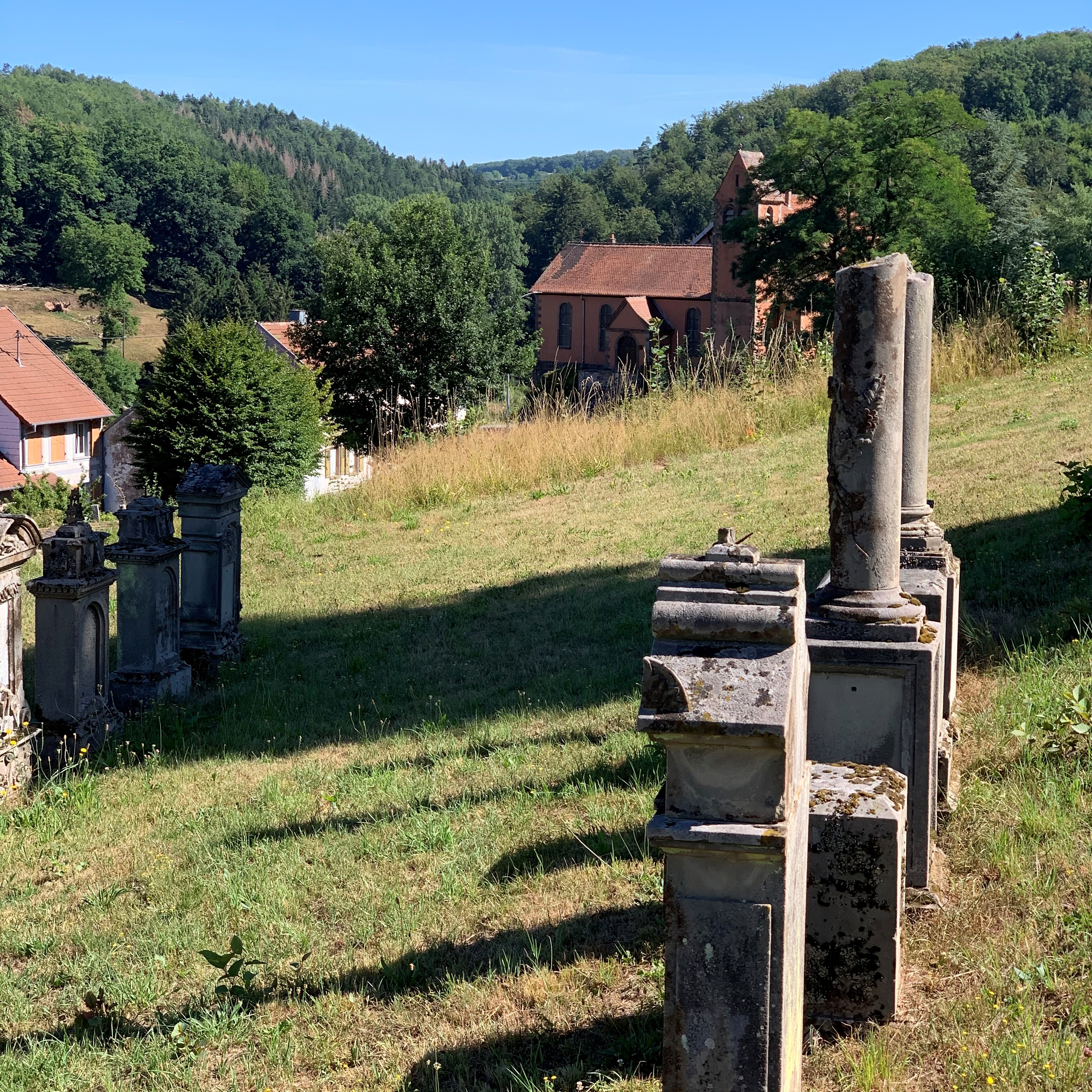
Église protestante et village depuis le cimetière.

- Église Saint-Barthélemy, inventoriée au patrimoine culturel[42]

Statues saint Pierre, saint Barthélemy et apôtre.
Statue Vierge.
Le mobilier de l'église Saint-Barthélemy.
- Croix de cimetière et calvaire[46]
- Église protestante, inventoriée au patrimoine culturel[47]

Orgue transféré en 1925 à Tieffenbach par Frédéric Haerpfer.
Le mobilier de l'église de protestants.
- Presbytère protestant[50].
- Monuments commémoratifs :

Cimetières,,.
Le mobilier du cimetière.
Monument aux morts. Conflits commémorés : Guerres 1914-1918 - 1939-1945.
Le cénotaphe de Joseph Herfs.
- Patrimoine architectural rural recensé par le service de l'Inventaire général du patrimoine culturel :

Maisons et fermes,.

## Personnalités liées à la commune
- Les pasteurs de Tieffenbach[59].

Charles Wagner (1852-1918), pasteur protestant.
Le Pasteur Charles Fricker.
- Raymond Osswald.